# Подростковый кризис
Подростковый кризис (от др.-греч. κρίσις — решение, поворотный пункт) — возрастной кризис, возникающий при переходе от младшего школьного возраста к младшему подростковому. В периодизациях отечественных психологов приходится на возраст 13 лет, однако может варьироваться в зависимости от длительности периода подростничества.
Согласно некоторым концепциям (учению Д. Б. Эльконина и др.) существует два подростковых кризиса, большой — при переходе от младшего школьного к подростковому возрасту и малый — при переходе от младшего подросткового возраста к старшему подростковому, в то время как в других концепциях указывается на непрерывность кризиса в подростковом возрасте.

## Симптомы кризиса
Симптомами подросткового кризиса являются:
- снижение учебной мотивации;
- стремление быть взрослым, настаивание на новых правах;
- конфликт с родителями и учителями;
- протестное поведение.

## Чувство взрослости
Одна из характеристик подросткового кризиса — чувство взрослости.
Виды взрослости:
1. Подражание внешним признакам взрослости. Подросток сравнивает себя со взрослыми и понимает, что ничем от них не отличается. Он начинает требовать, чтобы его не считали маленьким, претендует на наличие тех же прав. Ребенок стремится походить на взрослых, зачастую используя лишь внешние признаки «взрослости» — употребление спиртных напитков, курение, специфический лексикон, мода в одежде и т. д.[4]
2. Социальная зрелость. Характеризуется участием в делах взрослых, всевозможной помощью им. Зачастую наблюдается в семьях, где подросток вынужден занять позицию взрослого. Забота о близких и помощь им становится основной жизненной ценностью подростка.
3. Интеллектуальная взрослость. Выражается в стремлении что-то знать и уметь. Данное стремление мотивирует подростка на саморазвитие, познавательную деятельность за пределами школьной программы.

## Причины подросткового кризиса
По мнению Л. С. Выготского, основное противоречие подросткового возраста заключается в том, что половое развитие, социо-культурное развитие и окончание общеорганического роста не совпадают. В ходе исторического и культурного развития человечества границы периода детства были несколько расширены, вследствие этого возник подростковый возраст как переходный между детством и взрослостью.
Л. И. Божович весь подростковый возраст считает критическим, так как на данной стадии развития у ребёнка возникают потребности, которые он не может удовлетворить в силу своей недостаточной социальной зрелости. Источником депривации этих потребностей могут быть не только внешние запреты, но и внутренние запреты самого подростка. Внутренние противоречия, по Божович, и есть основная характеристика подросткового кризиса.
Эрик Эриксон определял подростковый кризис с точки зрения кризиса идентичности, периода, в котором человек ищет своё место в мире, свою роль и предназначение.